# Ivory Nwokorie
Ivory Nwokorie MON es una  levantadora de potencia nigeriana que ganó la medalla de oro en la categoría de peso de 44 kg en los Juegos Paralímpicos de Londres 2012. Fue prohibida por dos años en 2013, después de dar positivo en el test de Furosemida.

## Carrera deportiva
Ivory Nwokorie compitió por Nigeria en los Juegos Paralímpicos de verano de 2012 en Londres, Inglaterra. Después de levantar 109 kilogramos, ganó la medalla de oro. Esta fue la segunda medalla de oro para Nigeria en los Juegos Olímpicos, que fue más exitosa que en los Juegos Olímpicos de Londres 2012. A su regreso a Nigeria, fue nombrada Miembro de la Orden del Níger, junto con cada uno de los otros medallistas de oro nigerianos de los Juegos Paralímpicos de ese año. Cada uno de ellos fue premiado con cinco millones de nairas nigerianas por el gobierno, debido a su éxito.
Nwokorie recibió una prohibición de dos años y una multa de 1.500 euros, después de presentar una muestra positiva el 23 de febrero de 2013 en la 5ª Competición Internacional de Levantamiento de Pesas de Fazaa. La muestra dio positivo para Furosemida, y la prohibición significó que no pudo competir entre el 19 de abril de 2013 y el 18 de abril de 2015.